# Strumaria hardyana
Strumaria hardyana är en amaryllisväxtart som beskrevs av D.Müll.-doblies och U.Müll.-doblies. Strumaria hardyana ingår i släktet Strumaria och familjen amaryllisväxter. IUCN kategoriserar arten globalt som livskraftig.
Artens utbredningsområde är Namibia. Inga underarter finns listade i Catalogue of Life.